# Los aventureros de Koh-Lanta
Los Aventureros de Koh-Lanta fue un reality show francés, esta es la 3.ra temporada del reality show francés Koh-Lanta, transmitido por TF1 y producido por Adventure Line Productions. Fue conducido por Hubert Auriol y se estrenó el 4 de agosto de 2001 y finalizó el 22 de septiembre de 2001. Esta temporada fue grabado en Tailandia, específicamente en el distrito Ko Lanta y contó con 16 participantes. Gilles Nicolet es quien ganó esta temporada y así obtuvo como premio € 100.000.
Esta temporada contó con 16 participantes divididos en 2 tribus; la primera es la tribu Korok representada por el color rojo y la segunda es Lanta-naï representada por el color amarillo. Esta temporada duró 43 días.

## Equipo del Programa
- Presentadores: Denis Brogniart lidera las competencias por equipos y los consejos de eliminación.

## Participantes
| Participante                                      | Edad | Tribu Original | Tribu Fusionada             | Resultado Final              |
| ------------------------------------------------- | ---- | -------------- | --------------------------- | ---------------------------- |
| Gilles Nicolet Escritor.                          | 35   | Lanta-naï      | Unificada                   | Ganador de Koh-Lanta         |
| Guénaëlle Biras Artista.                          | 25   | Korok          | Unificada                   | 2.° lugar de Koh-Lanta       |
| Patricia Tanguy Secretaria Ejecutiva.             | 31   | Korok          | Unificada                   | 14.ta Eliminada de Koh-Lanta |
| Romain Bissol Electricista.                       | 27   | Korok          | Unificada                   | 13.er Eliminado de Koh-Lanta |
| Françoise Avignon Empleada Municipal.             | 41   | Lanta-naï      | Unificada                   | 12.da Eliminada de Koh-Lanta |
| William Lecomte Universitario.                    | 32   | Korok          | Unificada                   | 11.er Eliminado de Koh-Lanta |
| Michèle Valembois Jubilada.                       | 58   | Korok          | Unificada                   | 10.ma Eliminada de Koh-Lanta |
| Géraldine Doyen Gerente de seguros.               | 27   | Lanta-naï      | Unificada                   | 9.na Eliminada de Koh-Lanta  |
| Stéphane Bertheau Arquitecto.                     | 24   | Lanta-naï      | Unificada                   | 8.vo Eliminado de Koh-Lanta  |
| David Noël Músico.                                | 24   | Lanta-naï      | Unificada                   | 7.mo Eliminado de Koh-Lanta  |
| Sandra Acabado Estudiante en lenguas extranjeras. | 19   | Lanta-naï      |                             | 6.ta Eliminada de Koh-Lanta  |
| Harry Levy Dentista.                              | 44   | Korok          | 5.to Eliminado de Koh-Lanta |                              |
| Gaël Gallen Estudiante de comercio.               | 18   | Korok          | 4.ta Eliminada de Koh-Lanta |                              |
| Jean-Luc Fiorina Oficial naval jubilado.          | 50   | Lanta-naï      | 3.er Eliminado de Koh-Lanta |                              |
| Guillaume Noël Empresario.                        | 24   | Korok          | 2.do Eliminado de Koh-Lanta |                              |
| Marie Besnier Estudiante de Comunicaciones.       | 22   | Lanta-naï      | 1.ra Eliminada de Koh-Lanta |                              |

## Desarrollo

### Competencias
| Episodio | Emisión                  | Bienestar                     | Inmunidad     | Eliminado | Salida |
| -------- | ------------------------ | ----------------------------- | ------------- | --------- | ------ |
| 1        | 4 de agosto de 2001      |                               | Korok         | Marie     | Día 3  |
| 2        | 5 de agosto de 2001      | Lanta-naï                     | Lanta-naï     | Guillaume | Día 6  |
| 3        | 11 de agosto de 2001     | Korok                         | Korok         | Jean-Luc  | Día 10 |
| 4        | 12 de agosto de 2001     | Lanta-naï                     | Lanta-naï     | Gaël      | Día 13 |
| 5        | 18 de agosto de 2001     | Lanta-naï                     | Lanta-naï     | Harry     | Día 16 |
| 6        | 19 de agosto de 2001     | Lanta-naï                     | Korok         | Sandra    | Día 19 |
| 7        | 25 de agosto de 2001     |                               | William       | David     | Día 22 |
| 8        | 26 de agosto de 2001     | Françoise                     | William       | Stéphane  | Día 25 |
| 9        | 1 de septiembre de 2001  | Gilles                        | Michèle       | Géraldine | Día 30 |
| 10       | 2 de septiembre de 2001  | Romain                        | Gilles        | Michèle   | Día 33 |
| 11       | 8 de septiembre de 2001  | William                       | Guénaëlle     | William   | Día 36 |
| 12       | 15 de septiembre de 2001 | Guénaëlle                     | Gilles        | Françoise | Día 40 |
| Episodio | Emisión                  | Mensajes de prueba            | Consejo final | Ganador   | Salida |
| 13       | 22 de septiembre de 2001 | Gilles / Guénaëlle / Patricia | Gilles        | Gilles    | Día 43 |

### Jurado Final
| Participante | Puesto     | Vota por  |
| ------------ | ---------- | --------- |
| Stéphane     | 1° Miembro | Gilles    |
| Géraldine    | 2° Miembro | Gilles    |
| Michèle      | 3° Miembro | Gilles    |
| William      | 4° Miembro | Guénaëlle |
| Françoise    | 5° Miembro | Gilles    |
| Romain       | 6° Miembro | Guénaëlle |
| Patricia     | 7° Miembro | Guénaëlle |

## Estadísticas Semanales
| Participante | Episodio  | Episodio  | Episodio  | Episodio  | Episodio  | Episodio  | Episodio  | Episodio  | Episodio  | Episodio  | Episodio  | Episodio  | Episodio  |
| Participante | 1         | 2         | 3         | 4         | 5         | 6         | 7         | 8         | 9         | 10        | 11        | 12        | 13        |
| ------------ | --------- | --------- | --------- | --------- | --------- | --------- | --------- | --------- | --------- | --------- | --------- | --------- | --------- |
| Gilles       | Salvado   | Gana      | Salvado   | Gana      | Gana      | Salvado   | Salvado   | Salvado   | Salvado   | Inmune    | Salvado   | Inmune    | Ganador   |
| Guénaëlle    | Gana      | Salvada   | Gana      | Salvada   | Salvada   | Gana      | Salvada   | Salvada   | Salvada   | Salvada   | Inmune    | Salvada   | 2.° Lugar |
| Patricia     | Gana      | Salvada   | Gana      | Salvada   | Salvada   | Gana      | Salvada   | Salvada   | Salvada   | Salvada   | Salvada   | Salvada   | Eliminada |
| Romain       | Gana      | Salvado   | Gana      | Salvado   | Salvado   | Gana      | Salvado   | Salvado   | Salvado   | Salvado   | Salvado   | Salvado   | Eliminado |
| Françoise    | Salvada   | Gana      | Salvada   | Gana      | Gana      | Salvada   | Salvada   | Salvada   | Salvada   | Salvada   | Salvada   | Eliminada |           |
| William      | Gana      | Salvado   | Gana      | Salvado   | Salvado   | Gana      | Inmune    | Inmune    | Salvado   | Salvado   | Eliminado |           |           |
| Michèle      | Gana      | Salvada   | Gana      | Salvada   | Salvada   | Gana      | Salvada   | Salvada   | Inmune    | Eliminado |           |           |           |
| Géraldine    | Salvada   | Gana      | Salvada   | Gana      | Gana      | Salvada   | Salvada   | Salvada   | Eliminada |           |           |           |           |
| Stéphane     | Salvado   | Gana      | Salvado   | Gana      | Gana      | Salvado   | Salvado   | Eliminado |           |           |           |           |           |
| David        | Salvado   | Gana      | Salvado   | Gana      | Gana      | Salvado   | Eliminado |           |           |           |           |           |           |
| Sandra       | Salvada   | Gana      | Salvada   | Gana      | Gana      | Eliminada |           |           |           |           |           |           |           |
| Harry        | Gana      | Salvado   | Gana      | Salvado   | Eliminado |           |           |           |           |           |           |           |           |
| Gaël         | Gana      | Salvada   | Gana      | Eliminada |           |           |           |           |           |           |           |           |           |
| Jean-Luc     | Salvado   | Gana      | Eliminado |           |           |           |           |           |           |           |           |           |           |
| Guillaume    | Gana      | Eliminado |           |           |           |           |           |           |           |           |           |           |           |
| Marie        | Eliminada |           |           |           |           |           |           |           |           |           |           |           |           |

- Simbología
- Competencia en Equipos (Día 1-20)

     El participante pierde junto a su equipo pero no es eliminado.
     El participante pierde junto a su equipo y posteriormente es eliminado.
     El participante gana junto a su equipo y continua en competencia.
     El participante es eliminado, pero vuelve a ingresar.
     El participante abandona la competencia.
Competencia individual (Día 21-43)
     Ganadora de Koh Lanta.
     El participante gana la competencia y queda inmune.
     El participante pierde la competencia, pero no es eliminado.
     El participante es eliminado de la competencia.

## Audiencias
| Episodio | Fecha de emisión          | Espectadores | Horario       |
| -------- | ------------------------- | ------------ | ------------- |
| 1        | «4 de agosto de 2001»     | 4.200.000    | 20:45 - 22:40 |
| 2        | «5 de agosto de 2001»     | 4.500.000    | 20:45 - 22:15 |
| 3        | «11 de agosto de 2001»    | 3.500.000    | 20:45 - 22:15 |
| 4        | «12 de agosto de 2001»    | 4.100.000    | 20:45 - 22:50 |
| 5        | «18 de agosto de 2001»    | 4.000.000    | 20:50 - 22:05 |
| 6        | «19 de agosto de 2001»    | 5.700.000    | 20:45 - 22:15 |
| 7        | «25 de agosto de 2001»    | 3.900.000    | 20:45 - 22:40 |
| 8        | «26 de agosto de 2001»    | 4.800.000    | 20:45 - 22:05 |
| 9        | «1 de septiembre de 2001» | 4.600.000    | 20:45 - 22:10 |